# جفاد مرادی
جفاد مرادی (انگلیسی: Jafad Moradi؛ زاده ۱۴ آوریل ۱۹۸۴) یک بازیکن فوتبال اهل ایران است.